# Кизыл-Аякский район
Кизыл-Аякский район — единица административного деления Туркменской ССР, существовавшая с января 1925 по март 1959 года.
Кизыл-Аякский район был образован в январе 1925 в составе Керкинского округа.
В сентябре 1930 Керкинский округ был упразднён и район перешёл в прямое подчинение Туркменской ССР.
В феврале 1933 Кизыл-Аякский район вошёл в состав восстановленного Керкинского округа.
В ноябре 1939, в связи с вводом в Туркменской ССР областного деления, Кизыл-Аякский район вошёл в состав Чарджоуской области.
В декабре 1943 Кизыл-Аякский район отошёл к новообразованной Керкинской области.
В январе 1947 Керкинская область была упразднена и Кизыл-Аякский район вновь вошёл в состав Чарджоуской области.
В 1949 году район делился на 3 сельсовета: Кизыл-Аяк, Кувак и Хатаб.
4 марта 1959 года Кизыл-Аякский район был упразднён, а его территория передана в Керкинский район.